# Чіповська Анна Борисівна
Анна Борисівна Чіповська (рос. Анна Борисовна Чиповская, 16 червня 1987, Москва) — російська акторка театру, кіно і телебачення.
Найбільшу популярність здобула за участь у телесеріалі «Відлига», неодноразово показаному в прайм-тайм на російському Першому каналі. Станом на 2015 рік знялася більш ніж в 30 фільмах і зіграла більш ніж в 10 спектаклях.

## Біографія
Народилася 16 червня 1987-го в Москві, СРСР. 
Мати — Ольга Чіповська, акторка Театру ім. Вахтангова, батько — Борис Михайлович Фрумкін — відомий джазовий музикант. Батьки мріяли для дочки про кар'єру перекладача і віддали її до лінгвістичної гімназії. Паралельно з навчанням вона працювала в модельному агентстві.
З гімназії пішла після 9 класу, успішно склавши іспити середньої школи і вступила до театрального училища. У кіно дебютувала в 2003 р. — в серіалі Операція «Цвіт нації». У 2004-му послідували ролі в серіалах «Дорога Маша Березіна», «Холостяки», «Конвалія срібляста 2».
У 2009 р. закінчила Школу-студію МХАТ (курс К. Райкіна) і була прийнята в трупу Театру Олега Табакова, в якому вона почала грати, ще будучи студенткою. У тому ж році «Независимая газета» виділила роботу Чіповської у виставі «Олеся» (головна роль), зазначивши чудесне перевтілення персонажа з смішного безглуздого підлітка в «не за віком зрілу жінку, що володіє магією передбачення».
У 2011 р. знялася в новорічній комедії «Ялинки 2», а через два роки в продовженні — «Ялинки 3».
У 12-серійному телесеріалі «Відлига» (2013), дія якого відбувається на початку 1960-х років, за участю Чіповської розвивається головна любовна лінія сюжету.
За роль в серіалі «Відлига» висунута на премію «Золотий орел» в номінації «Найкраща жіноча роль на телебаченні». Однак премія дісталася суперниці Чіповської по номінації та по фільму Вікторії Ісаковій. 
З жовтня 2014 р. в Театрі Табакова акторка грає роль Маші у виставі «Три сестри». На початку 2015 р. на екрани вийшов фільм «Обчислювач», який знімався в Ісландії, де партнером Анни став Євген Миронов, потім сіквел «Кохання з акцентом і без» з Резо Гігінешвілі, а також фільм Рената Давлетьярова «Чисте мистецтво» (також з оголеними сценами ) і ще два серіали за участю Чіповської.

## Фільмографія
- 2003 Операція «Цвіт нації» — Аня
- 2004 Дорога Маша Березіна — Світлана Попова
- 2004 Конвалія срібляста 2 — Сані
- 2004 Холостяки — Женя
- 2005 Чоловічий сезон: Оксамитова революція — дочка Вершиніна
- 2005 Змотуй вудки — Паганіні
- 2007 Лабіринти кохання — Ася
- 2009 Братани — Настя Царьова
- 2010 Братани 2 — Настя Царьова
- 2010 Братани 2. Продовження — Настя Царьова
- 2011 Ялинки 2 — мама Насті
- 2012 1812: Уланська балада — панна Беата
- 2012 Усе почалося в Харбіні — Людмила Ержанова
- 2012 Диригент — Дар'я
- 2012 Чоловічий сезон 2. Час гніву — ім'я персонажа не вказано
- 2012 Втеча 2 — Альона
- 2012 Шпигун — Надя
- 2013 Ялинки 3 — Лена
- 2013 Відлига — Мар'яна Пічугіна
- 2013 Секс, кава, сигарети — ім'я персонажа не вказано
- 2014 Обчислювач — Крісті
- 2014 Ялинки кошлаті — мама
- 2014 Невипадкова зустріч — Маргарита
- 2014 Натура, що йде — Алла Гуляєва
- 2015 Зелена карета — Марина
- 2015 Гороскоп на удачу — Рита
- 2015 День усіх закоханих — ім'я персонажа не вказано
- 2015 Таємниці міста «Ен» — ім'я персонажа не вказано
- 2015 Чисте мистецтво — Саша